# Quietismo

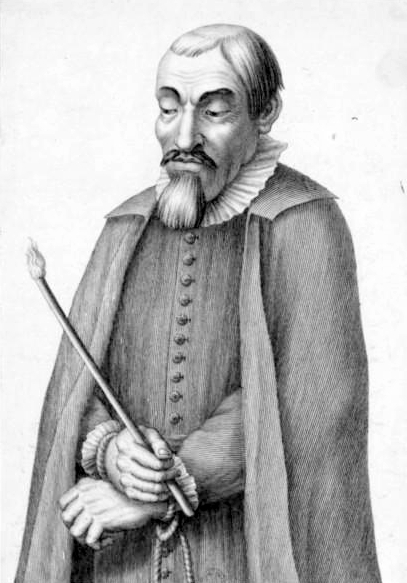
Grabado que representa a Miguel de Molinos.

El quietismo o molinosismo fue un nombre peyorativo (especialmente en la teología católica) que se le dio a un movimiento místico surgido en el siglo XVII en el seno de la Iglesia católica, especialmente en España, Francia e Italia. Fue propuesto por el sacerdote y místico español Miguel de Molinos en su Guía espiritual que desembaraza el alma y la conduce por el interior camino para alcanzar la perfecta contemplación y el rico tesoro de la paz interior, publicada en 1675. Las ideas de Molinos (y las subsiguientes del poeta ciego François Malaval y Madame Guyon) fueron condenadas como heréticas por el Papa Inocencio XI en la bula papal Coelestis Pastor de 1687.
Enseñaba la pasividad en la vida espiritual y mística, ensalzando las virtudes de la vida contemplativa. Sostenía que el estado de perfección únicamente podía alcanzarse a través de la abolición de la voluntad: es más probable que Dios hable al alma individual cuando ésta se encuentra en un estado de absoluta quietud, sin razonar ni ejercitar cualquiera de sus facultades, siendo su única función aceptar de un modo pasivo lo que Dios esté dispuesto a conceder. Entre los protestantes, una doctrina similar se encuentra entre los cuáqueros.
Tras un debate teológico, en 1685, y  a pesar de su abjuración, Molinos es apresado por la Inquisición, condenado a reclusión perpetua y prohibida su obra por Inocencio XI. Al año siguiente, la mujer de letras Madame Guyon llevó el debate a Francia al difundir una teoría del «amor puro de Dios» que se acercaba bastante al ya condenado quietismo. El teólogo y arzobispo de Cambrai, François Fénelon, se dejó seducir por estas ideas y mantuvo un largo enfrentamiento ideológico al respecto con Jacques-Bénigne Bossuet. 
Se consideraba que la herejía «quietista» consistía en elevar erróneamente la «contemplación» por encima de la «meditación», la quietud intelectual por encima de la oración vocal y la pasividad interior por encima de la acción piadosa bajo el pretexto de la oración mística, el crecimiento espiritual y la unión con Dios (en las que, según la acusación, existía la posibilidad de alcanzar un estado sin pecado y la unión con la divinidad cristiana).
La consecuencia del largo debate entre Bossuet y Fénelon, y la derrota de este último, fue una crisis religiosa y el descrédito de la mística cristiana durante el siglo siguiente. Finalmente, el Papa Inocencio XII condenó a Fénelon y a Madame Guyon en 1699 y esta doctrina fue desterrada de la Iglesia.
No debe confundirse con el molinismo, enseñanzas de otro teólogo español, Luis de Molina.

## Uso del término
Desde finales del siglo XVII, el «quietismo» ha funcionado (especialmente dentro de la teología católica, aunque también, en cierta medida, dentro de la teología protestante), como un apelativo general para perspectivas que se pueden ser culpadas de caer en errores teológicos similares y, por tanto, heréticos. De este modo, el término ha llegado a aplicarse a creencias muy alejadas del contexto original de la palabra. El término quietismo no se utilizó sino hasta el siglo XVII, por lo que algunos autores han denominado «prequietismo» a la expresión de tales errores antes de esta época.
Aunque tanto Molinos como otros autores condenados a finales del siglo XVII, así como sus oponentes, hablaron de los quietistas (es decir, aquellos que se dedicaban a la «oración de quietud», expresión utilizada por Teresa de Ávila, Juan de la Cruz y otros), el «quietismo» fue una creación de sus oponentes, una sistematización un tanto artificial realizada a partir de las condenas eclesiásticas y los comentarios sobre ellas. Ningún autor – ni siquiera Molinos, considerado generalmente como el principal representante del pensamiento quietista – defendió todas las posiciones que fueron bautizadas como quietismo en los libros de texto doctrinales católicos posteriores; por ello, al menos un autor ha sugerido que es mejor hablar de una tendencia u orientación quietista, que puede localizarse en formas análogas a lo largo de la historia cristiana.

## La controversia quietista de las décadas de 1670 y 1680
Si bien el quietismo es una corriente espiritual vinculada a tradiciones más antiguas del cristianismo, como el hesicasmo en los siglos XIII y XV, o la devotio moderna en los siglos XV y XVI, el quietismo se asocia particularmente con la obra del sacerdote y teólogo español, Miguel de Molinos (1628-1696), a quien la Enciclopedia Católica se refiere como el «fundador» del quietismo.  Esta acepción del quietismo se originó en Italia a finales del siglo XVII. Molinos expuso la doctrina en su Guía filosófica (1675). En su libro, el padre Molinos explica que «cuando el alma consigue unirse estrechamente a Dios, se encuentra en un estado de perfecto reposo (quies en latín se traduce como 'descanso'), y entonces ya no tiene ningún acto que producir, ningún esfuerzo que hacer, ni siquiera resistencia a la tentación: el alma ya no peca, aunque parezca que va contra la ley de Dios.»
La consecuencia de estas tesis sería el desconocimiento de la estructura jerárquica de la Iglesia católica (la contemplación tiene lugar fuera del marco de la Iglesia), el rechazo de cualquier deseo para sí mismo y de cualquier acto (oración, acción de gracias, resistencia a la tentación) y el abandono al pecado: el pecado sin consentimiento no perturba la perfecta unión con Dios. Esta doctrina «acusada de despreciar la autoridad eclesiástica y de propugnar una moral laxa», llevó a que Molinos y las doctrinas del quietismo fueran finalmente condenadas por el Papa Inocencio XI en la bula Coelestis Pastor de 1687. Molinos se vio obligado a retractarse públicamente y terminó su vida bajo arresto domiciliario en el Castillo de Sant'Angelo, donde murió en 1696.

## El quietismo en Francia
El quietismo se extendió entre los católicos a través de pequeños grupos en Francia. Aquí también se vio influenciado por el pensamiento de Francisco de Sales, con su énfasis en el amor puro resultante de la práctica espiritual. La representante más destacada fue Madame Guyon, especialmente con su obra Un método breve y fácil de oración, que afirmaba no haber conocido directamente las enseñanzas de Molinos, pero sí haber tenido contacto con François Malaval, un poeta ciego y defensor de Molinos. Su doctrina representa una reacción antiintelectualista y antiactivista similar al pietismo protestante que se desarrolló al mismo tiempo en Holanda y Alemania.
Madame Guyon consiguió un influyente converso en la corte de Luis XIV en la persona de Madame de Maintenon, e influyó durante un tiempo en el círculo de católicos devotos de la corte. También fue consejera espiritual del arzobispo François Fénelon de Cambrai, quien se convirtió en su promotor y defensor. Una comisión de Francia consideró intolerables la mayoría de las obras de Madame Guyon y el gobierno la confinó, primero en un convento y luego en la Bastilla, lo que llevó eventualmente a su exilio a Blois en 1703.
En 1699, tras la animada defensa de Fénelon en una guerra de prensa con Bossuet, el Papa Inocencio XII prohibió la circulación de las Máximas de los Santos de Fénelon, a lo que éste se sometió de inmediato. Los procedimientos de la Inquisición contra los quietistas que quedaban en Italia duraron hasta el siglo XVIII. Jean Pierre de Caussade, jesuita y autor del tratado espiritual Abandono a la Divina Providencia, se vio obligado a retirarse durante dos años (1731-1733) de su cargo de director espiritual de una comunidad de monjas tras ser sospechoso de quietismo (cargo del que fue absuelto).

## El quietismo en el cristianismo contemporáneo
Para el siglo XXI, las ideas quietistas han prácticamente desaparecido en el pensamiento católico, pero algunas de las ideas quietistas de Madame Guyon han encontrado cierta acogida en círculos protestantes, sobre todo en Suiza, entre los pietistas del norte de Alemania y entre los metodistas angloestadounidenses. Las ideas quietistas también han sido influyentes entre los cuáqueros.
Alan Watts consideró al quietismo como un error diametralmente opuesto al activismo o americanismo, ya que la persona que lo ejerce busca refugiarse en la oscuridad e indolencia movido por una falsa prudencia.

Es el quietismo, ridícula caricatura del recogimiento y vida contemplativa, que coincide en realidad con el más repugnante egoísmo [...] El quietista no quiere meterse en nada. So pretexto de concentración y oración, se encastilla en su aislamiento y ociosidad sin pensar en nadie fuera de sí mismo ni preocuparse de otra cosa que de sus propios intereses. [...] Es muy cómodo no meterse en nada ni abandonar un instante la dulce ociosidad —il dolce far niente— pero no es lícito llamarse discípulo de Jesucristo que precisamente por haberse metido en todo acabó muriendo en lo alto de una cruz.
Antonio Royo Marín

El quietismo propone la muerte al yo, ignora la atracciones del cielo y las penas del infierno, y cesa de las peticiones en la oración o de la acción de gracias para que el yo no sea estimulado.
Lewis Sperry Chafer

## Conjuntos análogos de creencias
Es posible identificar tendencias similares (y preocupaciones similares de parte de sus acusadores) a las condenadas en la controversia "quietista" del siglo XVII en períodos anteriores. 
En la filosofía helenística, el estado de serenidad imperturbable o ataraxia era visto como un estado mental deseable por los filósofos pirrónicos, epicúreos y estoicos.
En la Iglesia ortodoxa oriental, una disputa análoga podría situarse en el hesicasmo, en el que «el objetivo supremo de la vida en la tierra es la contemplación de la luz increada por la que el hombre está íntimamente unido a Dios». Sin embargo, según el obispo Kallistos Ware, «los principios distintivos de los quietistas occidentales del siglo XVII no son característicos del hesicasmo griego».
En el cristianismo primitivo, la sospecha sobre formas de enseñanza mística puede verse en las controversias sobre el gnosticismo en los siglos II y III, y sobre la herejía mesaliana en los siglos IV y V.
Asimismo, los Hermanos del Libre Espíritu y las beguinas y los begardos de los siglos XII y XIII fueron acusados de tener creencias similares a las condenadas en la controversia quietista. Entre las ideas consideradas como errores y condenadas por el Concilio de Vienne (1311-1312) están las propuestas de que la humanidad en la vida presente puede alcanzar tal grado de perfección como para llegar a estar completamente libre de pecado; que los «perfectos» no tienen necesidad de ayunar o rezar, sino que pueden conceder libremente al cuerpo todo lo que desee.
La negación por parte de los cátaros de la necesidad de ritos sacerdotales ha sido percibida como una forma de quietismo. Esto puede ser una referencia tácita a los cátaros o albigenses del sur de Francia y Cataluña, y a que no están sujetos a ninguna autoridad humana ni obligados por los preceptos de la Iglesia. Afirmaciones similares de autonomía individual por parte de los Fraticelli llevaron a su condena por Juan XXII en 1317. Otra posibilidad es que se trate de una referencia directa a la llamada beguina, Margarita Porete, quemada viva en la hoguera en París en 1310, formalmente como hereje reincidente, pero también por su obra El espejo de las almas simples, escrita en lengua vernácula francesa. Margarita es realmente única en su pensamiento, pero afirma claramente en su obra y es un tema en toda ella el que el alma perfeccionada se libera de la virtud y de sus obligaciones y de las de la iglesia.
La condena de las ideas de Meister Eckhart en 1329 también puede verse como un ejemplo de una preocupación análoga en la historia cristiana. Las afirmaciones de Eckhart de que nos transformamos totalmente en Dios tal y como ocurre en el sacramento que el pan se transforma en el cuerpo de Cristo (véase transubstanciación) y el valor de las acciones internas, que son realizadas por la Divinidad que habita en nosotros, se han relacionado a menudo con posteriores herejías quietistas.
En la España de principios del siglo XVI, preocupación por un conjunto de creencias de los llamados alumbrados suscitó inquietudes similares a las del quietismo. Estas preocupaciones continuaron hasta mediados del siglo XVI, y se extendieron a los escritos de Teresa de Ávila y Juan de la Cruz. Ambos fueron reformadores muy activos y advirtieron en contra de un enfoque simplista de «no pensar nada» en la meditación y la contemplación; además, ambos reconocieron la autoridad de la Iglesia Católica y no se opusieron a sus enseñanzas sobre la oración contemplativa. Por lo tanto, su obra no fue condenada como herejía, ya que era coherente con la enseñanza de la Iglesia. Sin embargo, esto no impidió que la obra de Juan de la Cruz quedara bajo sospecha tras su muerte; el hecho de que no fuera canonizado sino hasta 1726 se debe en gran medida a las sospechas del siglo XVII sobre creencias similares a las denominadas «quietistas» más adelante en ese siglo.
El cuáquero George Fox llegó a la conclusión de que la única espiritualidad real se lograba prestando atención al Espíritu Santo (la divinidad) a través del silencio, y fundó el movimiento cuáquero sobre esta base, que compartía muchas similitudes con el pensamiento «quietista». El pensamiento quietista también fue influyente entre los cuáqueros británicos de finales del siglo XIX, cuando el tratado Una fe razonable, de tres Amigos (William Pollard, Francis Frith y W. E. Turner (1884 y 1886)) causó una fuerte controversia entre los evangélicos de la sociedad.
El fraile capuchino Benito de Canfield (1562-1611), un católico inglés que vivía en Bélgica, defendió el quietismo en un tratado titulado Camino de perfección, sobre la oración profunda y la meditación.